# Triumf Kleopatry
Triumf Kleopatry lub Przybycie Kleopatry do Cylicji (ang. The Triumph of Cleopatra) – obraz olejny angielskiego malarza Williama Etty’ego. Po raz pierwszy został wystawiony w 1821 roku. Znajduje się w muzeum Lady Lever Art Gallery w miejscowości Port Sunlight, w pobliżu Liverpoolu. W drugiej dekadzie XIX wieku Etty cieszył się powszechnym uznaniem wśród pracowników i studentów Królewskiej Akademii Sztuk Pięknych, szczególnie z powodu umiejętności użycia kolorów i realistycznego oddawania tonów skóry. Pomimo że począwszy od 1811 wystawiał na każdej organizowanej przez Akademię Summer Exhibition, nie cieszył się znaczącym zainteresowaniem komercyjnym ani ze strony krytyków. W 1820 zaprezentował obraz Poławiacz korali, który przedstawiał nagie postacie na pozłacanej łodzi. To dzieło przyciągnęło uwagę Francisa Freelinga, urzędnika. Złożył on u Etty’ego zamówienie na podobny obraz, w większej skali.
Triumf Kleopatry ilustruje scenę z Żywotów Plutarcha i sztuki Szekspira Antoniusz i Kleopatra, w której Kleopatra, królowa Egiptu, podróżuje do Tarsu w Cylicji na pokładzie bogato udekorowanej łodzi, aby scementować sojusz z rzymskim wodzem Markiem Antoniuszem. Kompozycja jest celowo ściśnięta i zatłoczona. Obejmuje pokaźną grupę osób w różnym stopniu negliżu, zgromadzonych na brzegu w celu obserwacji nadpływającego statku. Choć obraz nie był powszechnie chwalony w prasie, błyskawicznie odniósł sukces, niemal natychmiast czyniąc Etty’ego sławnym. Zachęcony odbiorem dzieła, Etty poświęcił w następnej dekadzie wiele czasu na tworzenie dalszych malowideł historycznych z nagimi postaciami, co przyniosło mu rozgłos ze względu na łączenie nagości z przesłaniem moralnym.

## Kompozycja
Triumf Kleopatry jest luźno oparty na historii z Żywotów Plutarcha, powtórzonej później w Antoniuszu i Kleopatrze Szekspira, w której Kleopatra, królowa Egiptu, podróżuje do Tarsu w Cylicji na pokładzie łodzi, by umocnić stosunki z rzymskim wodzem Markiem Antoniuszem.

Ponieważ zaś otrzymywała wiele listów od samego Antoniusza i od jego przyjaciół, zapraszających ją do przybycia, tak zlekceważyła i wyśmiała tego człowieka, że popłynęła w górę rzeki Kydnos na okręcie transportowym z rufą ozłoconą, z rozpiętymi żaglami purpurowymi, z wiosłami w srebrze, poruszanymi w takt aulosu zharmonizowanego z syryngą i kitarami. Sama ona spoczywała pod baldachimem przetykanym złotem, wystrojona niczym Afrodyta na obrazach, a chłopczyki jak te amorki na malowidłach stały z obu stron chłodząc powietrze wachlarzami. A jej służebne, wybornej piękności, w strojach Nereid i Charyt, rozmieszczone były to na przedzie okrętu, to u masztów. Cudowne zapachy rozchodziły się z mnóstwa kadzideł na brzegach. Ludzie znad rzeki zaraz towarzyszyli jej z obu stron, a ci z miasta wybiegli, żeby zobaczyć to widowisko.

Chociaż powierzchownie obraz jest podobny do Poławiacza korali, to jest bliższy stylowi Jean-Baptiste’a Regnaulta, ze względu na swoją celowo ściśniętą i zatłoczoną kompozycję. Pojedyncze postacie są celowo pozbawione właściwych proporcji w stosunku do siebie nawzajem i do łodzi, a stosunkowo duża ich liczba jest ciasno umiejscowiona na niewielkim obszarze obrazu.

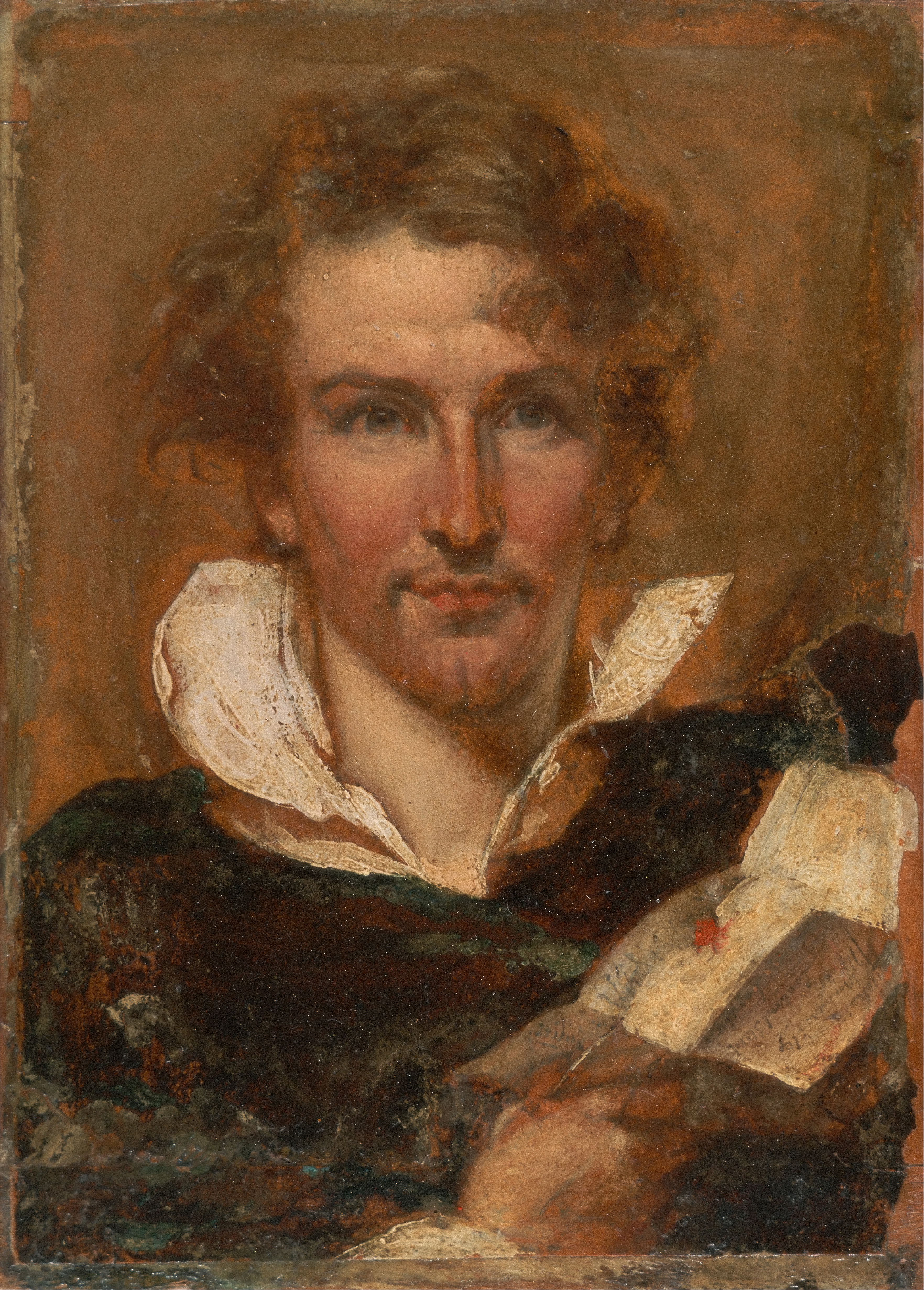
William Etty, autoportret, 1823

Obraz zapożycza elementy z Regnualta, ale też Tycjana, Rubensa i klasycznej rzeźby. Postacie są sformowane w grupy, i podczas gdy pojedyncze postacie i grupy są starannie rozplanowane i namalowane, to przy oglądaniu obrazu w całości kombinacja grup daje wrażenie nieuporządkowanej masy otaczającej łódź. W 1958 biograf Etty’ego, Dennis Farr, skomentował, że „Triumf Kleopatry zawiera elementy wystarczające na trzy lub cztery malowidła, nie mniej ambitne, lecz dojrzalej rozplanowane”. Scena zawiera wiele elementów bazujących na rysunkach Etty’ego, które szkicował podczas wędrówek po Londynie, takie jak matka podtrzymująca swe dziecko, by pokazać mu widok, oraz tłum na dachu świątyni w tle. W obrazie znajdują się też inspiracje zaczerpnięte z tradycji malarstwa europejskiego, przyswajanej przez Etty’ego, gdy kopiował jako student dzieła starych mistrzów, takie jak putta na niebie. Etty był wielbicielem szkoły weneckiej i obraz zawiera ewidentne zapożyczenia z Tycjana oraz innych weneckich artystów. Od Rubensa zaś są zaczerpnięte takie motywy jak Nereidy i Tryton w morzu przed łodzią.
Co nietypowe dla przedstawienia królowej afrykańskiego państwa w angielskim malarstwie tego okresu, grupa służących Kleopatry składa się zarówno z ciemno-, jak i jasnoskórych postaci, ukazanych na równych prawach, o takim samym znaczeniu. Od początków swojej kariery Etty interesował się przedstawianiem różnych odcieni skóry, a Misjonarski chłopiec, który uchodzi za jego najstarsze zachowane znaczące dzieło, przedstawia ciemnoskóre dziecko.

## Odbiór
Triumf Kleopatry szybko wywołał sensację. Etty później twierdził, że dzień po otwarciu Summer Exhibition „obudził się sławny”. Majowe wydanie „The Gentleman’s Magazine” chwaliło obraz jako „należący do najwyższej klasy”, a Charles Robert Leslie chwalił go jako „wspaniały triumf koloru”. Dzieło nie spotkało się z jednak powszechnym uznaniem. „Blackwoods’ Edinburgh Magazine” przyznał, że obraz był „widziany i podziwiany w Royal Academy”, ale potępił Etty’ego za mitologiczne ujęcie tematu historycznego:

Wydźwięk tego obrazu byłby znacznie mocniejszy, gdyby malarz potraktował go bardziej realistycznie i nie przyprawił sceny o latających Kupidynów, którzy zmieniają ją w mitologiczną baśń. Prawdziwi chłopcy przebrani za Kupidynów byliby odpowiedniejsi, ale ci fruwający są impertynencją, a ich płeć odpycha. Nawet gdyby ta miłosna parada była czystą fikcją, a nie realnym zdarzeniem, to siła obrazu tkwiłaby w rzeczywistym przedstawieniu.

Etty próbował powtórzyć sukces Poławiacza korali oraz Triumfu Kleopatry, a jego następnym znaczącym wystawionym dziełem był Szkic do ody Graya (Młodość na dziobie okrętu), wystawiony w British Institute w styczniu 1822. Podobnie jak wspomniane dzieła, obraz przedstawiał zdobiony okręt z nagimi postaciami, a jego wystawienie wywołało potępienie ze strony „The Times”:

Wykorzystujemy okazję, by doradzić panu Etty’emu, który zyskał reputację za obraz Galera Kleopatry, aby nie dał się zwieść stylowi, który może zaspokoić jedynie najpodlejsze gusta. Nagie postacie, gdy są namalowane z czystością Rafaela, mogą być zachowane: ale nagość bez czystości jest ofensywna i nieprzyzwoita, i na płótnie pana Etty’ego jest po prostu brudnym mięsem. Pan Howard, którego poetyckie tematy niekiedy wymagają nagich postaci, nigdy nie zniesmacza oczu ani umysłu. Niech pan Etty postara się osiągnąć równie niewinny gust: powinien wiedzieć, że jedynie wysublimowany smak i czyste poczucie moralności są synonimami.

Niezależnie od tonu krytyki, Etty cieszył się wzmianką w gazecie tak wpływowej jak „The Times”. Później wyznał, jak zachwycony był tym, że „»The Times« dostrzegł mnie. Poczułem, że koła mojego rydwanu są na właściwym torze do sławy i chwały, i że teraz powoziłem nim niczym Jehu!”. Prawdopodobnie w wyniku krytyki w „The Times”, Freeling poprosił Etty’ego o przemalowanie postaci na pierwszym planie Triumfu Kleopatry. W 1829, gdy Etty był już szanowanym artystą, Freeling pozwolił na przywrócenie postaci do ich pierwotnego stanu.

## Dziedzictwo
Przejawy krytyki niespecjalnie odwiodły Etty’ego od prób powtórzenia sukcesu Triumfu Kleopatry. Koncentrował się na tworzeniu dzieł o tematyce historycznej, zawierających nagie ciała. W latach 20. XIX wieku wystawił 15 dzieł na Summer Exhibition (włączając w to Triumf Kleopatry), i poza jednym z nich, wszystkie zawierały co najmniej jedną nagą postać. Dzięki temu Etty stał się pierwszym angielskim artystą, który traktował studia nagości jako poważną formę sztuki na własnych prawach, zdolną do bycia estetycznie atrakcyjną i dostarczającą moralnego przesłania.

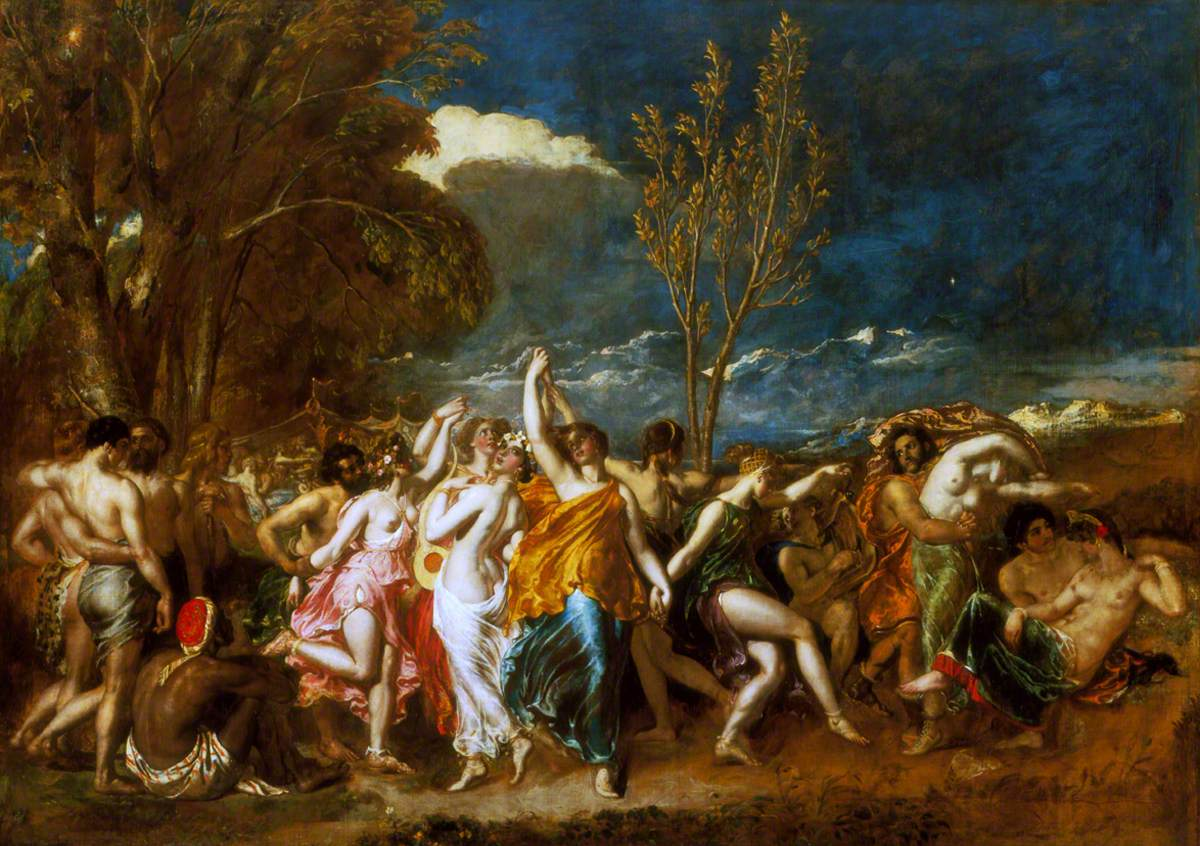
Świat przed potopem (1828) wykorzystuje niektóre elementy z Triumfu Kleopatry.

W latach 1823–1824 Etty odbył długą podróż, by kształcić się we Francji i Włoszech. Powrócił z niej jako ukształtowany artysta. Jego monumentalne (304 na 309 centymetrów) dzieło z 1825, Pojedynek: kobieta błagająca zwycięzcę, zostało nadzwyczajnie dobrze przyjęte. Etty zaczął być wymieniany jako jeden z najświetniejszych malarzy angielskich. W lutym 1828 znacząco pokonał Johna Constable’a (18 głosów do pięciu) i został pełnym członkiem Królewskiej Akademii, co w tamtym czasie było dla artysty najwyższym wyróżnieniem. Okazjonalnie zdarzało mu się wykorzystywać elementy z Triumfu Kleopatry w jego późniejszych pracach, takie jak czarnoskóry żołnierz kucający z boku łodzi Kleopatry, który pojawia się także na obrazie Świat przed potopem, jako obserwator tańczących.
Etty malował zarówno żywe natury, jak i oficjalne portrety. Jednocześnie przyciągał zarówno uznanie dla swojej techniki, jak i posądzenia o obsceniczność, aż do swojej śmierci w 1849. Po śmierci jego dzieła stały się cenione przez kolekcjonerów, osiągając duże sumy przy sprzedażach. Począwszy od lat 70. XIX wieku, zmiana gustów spowodowała, że historyczne obrazy w stylu Etty’ego przestały być modne. Przed końcem stulecia, wartość jego dzieł spadła poniżej oryginalnych cen.
Pomimo swych technicznych niedociągnięć, Triumf Kleopatry pozostał dla wielu wielbicieli Etty’ego jego ulubionym dziełem. W 1846 Elizabeth Rigby opisała je jako „wspaniałe pomieszanie postaci” i „tę cudowną Kleopatrę Etty’ego”.
Po śmierci Freelinga w 1836 Triumf Kleopatry został sprzedany za 210 gwinei – podobną cenę, jaką Freeling zapłacił Etty’emu, i wszedł do kolekcji Henry’ego Labouchere, barona Taunton. Będąc w jego posiadaniu, obraz był pokazywany na wielu znaczących ekspozycjach, włączając w to główną wystawę retrospektywną Etty’ego z 1849, Art Treasures Exhibition w Manchesterze w 1857 i Międzynarodową Wystawę z 1862. Po śmierci lorda w 1869 roku, obraz był odsprzedawany kolejnym właścicielom za różne ceny, maksymalnie za 500 gwinei w 1880 roku (525 funtów), i za niższe ceny przy każdej kolejnej sprzedaży. W 1911 został kupiony za 240 gwinei (252 funtów), przez Williama Levera, który był wielkim wielbicielem Etty’ego i miał w holu wejściowym swego domu zawieszonych wiele jego obrazów. W tej kolekcji pozostał do dziś, a od 1922 jest przechowywany w Lady Lever Art Gallery.